# Maurice Molinet
Maurice Molinet, né le 15 février 1918 à Djidjelli et mort le 25 novembre 2007 à Marignane, est un homme politique français.